# Tora Hedin
Tora Elisabet Magdalena Hedin, född 5 maj 1965 i Lund, är en svensk slavist och översättare. Hon disputerade 2005 vid Stockholms universitet på avhandlingen Changing identities: language variation on Czech television och är sedan 2008 knuten till Slaviska institutionen vid samma lärosäte. Hon översätter från tjeckiska och slovakiska och bland de författare hon översatt märks Jáchym Topol. Tillsammans med översättarna Mats Larsson och Lova Meister driver hon också Aspekt förlag som sedan 2010 ger ut samtida tjeckisk litteratur.
Hon är dotter till författaren och översättaren Benkt-Erik Hedin.

## Översättningar
- 1987 – Petr Wittlich, Edvard Munch (Edvard Munch), Bokförlaget Prisma, ISBN 91-518-2114-1
- 2006 – Petra Procházková, Aluminiumdrottningen (Aluminiová královna), Ersatz, ISBN 91-88858-26-X
- 2007 – Petr Ginz, Petr Ginz dagbok 1941-1942 (Deník mého bratra), Bonnier, ISBN 978-91-0-011706-1
- 2008 – Jáchym Topol, Nattarbete (Noční práce), Ersatz, ISBN 978-91-88858-57-3
- 2009 – Jáchym Topol, Kallt land (Chladnou zemí), Ersatz, ISBN 978-91-88858-95-5
- 2009 – Tjeckien berättar: i sammetens spår (femton noveller), Bokförlaget Tranan, ISBN 978-91-86307-04-2
- 2010 – Michal Ajvaz, En annan stad (Druhé město), Aspekt förlag, ISBN 978-91-979100-0-2
- 2013 – Květa Legátová, Hana och Joza (Jozova Hanule), Aspekt förlag, ISBN 978-91-979100-5-7

## Priser
- Elsa Swensons stipendium 2011 [1]